# Полонский, Вячеслав Павлович
Вячеслав Павлович Полонский (настоящая фамилия Гусин; 23 июня [5 июля] 1886, Санкт-Петербург — 24 февраля 1932) — русский, советский критик, редактор, журналист, историк.
Был редактором журналов «Красная нива», «Красный архив» и «Прожектор», главный редактор журналов «Новый мир» (1926—1931), «Печать и революция» (1921—1929).

## Биография
Родился в Санкт-Петербурге в семье часовщика.
С 14 лет содержал себя собственным трудом и занимался самообразованием. С 1905 года участвовал в революционном движении, вступил в РСДРП (меньшевик). В 1907 сдал экзамен на учителя и поступил в Психоневрологический институт, откуда был исключён за руководство студенческой забастовкой и выслан на два года в Олонецкую губернию. После возвращения в Санкт-Петербург читал лекции по литературе. С февральской революции 1917 года — член группы социал-демократов-интернационалистов. В 1918 году вступил в РКП(б).
В 1918—1920 годах был председателем Высшего военного редакционного совета, руководил Литературно-издательским отделом Политуправления Красной армии, был лично знаком с Троцким.
С 1926 до 1931 года — главный редактор журнала «Новый мир». С 1929 года также был директором «Музея изящных искусств» (1929—1932), ныне — Музей изобразительных искусств им. А. С. Пушкина. Занимался исследованием революционного плаката.
17 февраля 1932 года отправился из Москвы в командировку на Урал и Кузбасс и в дороге заболел. 22 февраля в тяжёлом состоянии был снят с поезда в Магнитогорске и доставлен в больницу, где у него диагностировали сыпной тиф при абсолютной аритмии сердечной деятельности. Скончался в 17 часов 24 февраля.
Похоронен 3 марта 1932 года в Москве на Новодевичье кладбище (3-й участок, 63-й ряд).

## Литературная работа
Некоторое время до его закрытия в 1925 г. был директором Высшего литературно-художественного института.
В 1926 году вошёл в первую редколлегию журнала «Историк-марксист».
В феврале 1927 года поместил в газете «Известия» статью «Заметки журналиста. ЛЕФ или блеф?», в которой выступил с жёсткой критикой ЛЕФовцев, считавших себя единственными настоящими представителями революционного искусства и конкурировавших на этом поле с пролетарскими группами «Октябрь» и ВАПП.
Реакцией на статью Полонского стал диспут литераторов (23 марта 1927 г.) под председательством В. М. Фриче, на котором выступали В. В. Маяковский (вступительное и заключительное слово), В. П. Полонский (дважды), В. Б. Шкловский, М. Ю. Левидов, И. М. Нусинов, Н. Н. Асеев, Л. Л. Авербах. Полемика между Маяковским и Полонским продолжалась и далее.

### Работа в «Новом мире»
Работая главным редактором «Нового мира», Полонский печатал много крупных и острых произведений русской литературы.

«Полонский напечатал в „Новом мире“ целый массив из „Жизни Клима Самгина“, „Море“, „Жестокость“, „Капитана Коняева“, „Живую воду“, „В грозу“ Сергеева-Ценского, „Восемнадцатый год“ и первую книгу „Петра Первого“ Алексея Толстого, „Кащееву цепь“ и „Журавлиную родину“ Пришвина, главы из „России, кровью умытой“ Артёма Весёлого, „М. П. Синягина“ Зощенко, пьесу Бабеля „Закат“, „Елень“ Соколова-Микитова, „Лейтенанта Шмидта“, отрывки из поэмы „Девятьсот пятый год“ и лирику Пастернака, стихи Есенина, Маяковского, Багрицкого, Мандельштама, Павла Васильева».

В 1926 году опубликовал «Повесть непогашенной луны» Бориса Пильняка, и это вызвало большой скандал.
Полонского часто атаковала группа РАПП и ее представитель критик О.Бескин, с которыми Полонский активно полемизировал, обвиняя в передержках и извращении его высказываний.
«Новый мир» тогда достиг наибольшего тиража среди всех литературных журналов СССР.